# Anoeconeossa trivittata
Anoeconeossa trivittata är en insektsart som beskrevs av Taylor 1987. Anoeconeossa trivittata ingår i släktet Anoeconeossa och familjen rundbladloppor. Inga underarter finns listade i Catalogue of Life.